# Palmas Altas (Barceloneta)
Palmas Altas es un barrio ubicado en el municipio de Barceloneta en el estado libre asociado de Puerto Rico. En el Censo de 2010 tenía una población de 3778 habitantes y una densidad poblacional de 248,12 personas por km².

## Geografía
Palmas Altas se encuentra ubicado en las coordenadas 18°28′35″N 66°33′41″O / 18.47639, -66.56139. Según la Oficina del Censo de los Estados Unidos, Palmas Altas tiene una superficie total de 15.23 km², de la cual 11.18 km² corresponden a tierra firme y (26.57%) 4.05 km² es agua.

## Demografía
Según el censo de 2010, había 3778 personas residiendo en Palmas Altas. La densidad de población era de 248,12 hab./km². De los 3778 habitantes, Palmas Altas estaba compuesto por el 79.86% blancos, el 9.34% eran afroamericanos, el 0.21% eran amerindios, el 0.16% eran asiáticos, el 7.73% eran de otras razas y el 2.7% pertenecían a dos o más razas. Del total de la población el 99.55% eran hispanos o latinos de cualquier raza.